# Abdulrahman Abdou
Abdulrahman Mohammed Abdou (arabisch عبد الرحمن عبدو, DMG ʿAbd ar-Raḥmān ʿAbdū; * 1. Oktober 1972) ist ein ehemaliger katarischer Fußballschiedsrichter.
Er war ab 2005 bei internationalen Spielen im Einsatz und leitete unter anderem Partien in der AFC Champions League und bei den Asienmeisterschaften 2007 in Südostasien und 2011 in seinem Heimatland Katar. Außerdem war er bereits in der Qualifikationsrunde zu einem Einsatz gekommen.

## Einsatz bei der Asienmeisterschaft 2007
- Gruppe C – 14. Juli 2007:  Malaysia –  Usbekistan 0:5 (0:3)

## Einsätze bei der Asienmeisterschaft 2011
- Gruppe C – 14. Januar 2011:  Australien –  Südkorea 1:1 (0:1)
- Gruppe B – 17. Januar 2011:  Jordanien –  Syrien 2:1 (1:1)
- Viertelfinale – 22. Januar 2011:  Australien –  Irak 1:0 n. V.